# UNMIK
Privremena administrativna misija Ujedinjenih naroda na Kosovu (alb. Misioni i Administratës së Përkohshme të Kombeve të Bashkuara në Kosovë, srp. Привремена административна мисија Уједињених нација на Косову) ili UNMIK je privremena civilna uprava na Kosovu pod vodstvom Ujedinjenih naroda. Misija je osnovana 10. lipnja 1999. rezolucijom 1244 Vijeća sigurnosti Ujedinjenih naroda.

## Struktura
UNMIK je podijeljen u četiri sektora koja se nazivaju „stupovima“. To su:
- Stup I: Policija i pravosuđe (pod vodstvom Ujedinjenih naroda)
- Stup II: Civilna administracija (pod vodstvom Ujedinjenih naroda)
- Stup III: Demokratizacija i izgradnja institucija (pod vodstvom Organizacije za europsku sigurnost i suradnju)
- Stup IV: Rekonstrukcija i ekonomski razvoj (pod vodstvom Europske unije)

NATO predvodi postrojbe nazvane KFOR čime je osigurano prisustvo međunarodnih mirovnih snaga koje podržavaju rad UNMIK-a.

## Dužnosti
Prema rezoluciji 1244, dužnosti UNMIK-a su:
- reforma osnovnih civilnih administrativnih funkcija;
- promoviranje uspostavljanja autonomije i vlasti Kosova;
- omogućavanje političkog procesa za utvrđivanje budućeg statusa Kosova;
- koordiniranje dostavljanja humanitarne pomoći svih međunarodnih agencija;
- podrška rekonstrukciji glavne infrastrukture;
- održavanje reda i zakona;
- promoviranje ljudskih prava; i
- osiguravanje sigurnog i neometanog povratka svih izbjeglica i raseljenih osoba u svoje domove na Kosovu.

## Vanjske poveznice
- Misija Ujedinjenih naroda na Kosovu (UNMIK)  Arhivirana inačica izvorne stranice od 22. veljače 2011. (Wayback Machine)
- Potpun tekst rezolucije Vijeća sigurnosti UN-a 1244